# إدوارد رودس كارزويل
إدوارد رودس كارزويل هو سياسي أمريكي، ولد في 1813، وتوفي في 1862. انتخب عضو مجلس نواب جورجيا ‏.